# ミゾカクシ属
ミゾカクシ属（みぞかくしぞく、溝隠属）あるいはロベリア属（学名：Lobelia）とは、キキョウ科の植物群の一部である。非常に多様な種を含む。花形は他のキキョウ科とは大いに異なり、左右相称の花をつける。

## 特徴
ミゾカクシ属の植物の花は、一般のキキョウ科が放射相称でツボ型、釣り鐘型の花をつけるのに対して、左右相称の唇花をつけるため、見かけでは全く異なって見える。別の科とする説もある。
花弁は下側3枚は基部で互いにつながり、先端が分かれ、全体として下側に巻いて唇弁を作る。上二弁は細くて左右に分かれ、唇弁の上側に伸びる。雄しべは雌しべの周りにしっかり巻くように並ぶ。それらは唇弁の上に伸びて、先端はやや下を向く。このような花の構造はクサトベラ科のものにも似ており、両者を類縁とする説もある。
ほぼ全世界に約200種が分布し、暖帯や熱帯に多い。形態は非常に多様で、日本のものでもサワギキョウ（Lobelia sessilifolia）は直立する多年草で1mに達するが、ミゾカクシ（L. chinensis）は地を這うか細い草である。さらに小笠原諸島には低木状になるオオハマギキョウ（L. boninensis）がある。熱帯には大型になる種も多い（参照: #ジャイアントロベリア）。
ルリミゾカクシ（L. erinus）、L. richardsonii、L. validaなどが観賞用に栽培される他、ミゾカクシやサワギキョウなどは薬用植物として利用されている。

## ジャイアントロベリア
アフリカには大型化する本属の草木が複数種見られ、英語で俗にジャイアントロベリア（giant lobelia）と呼ばれる。その例は以下の通りである。
- Lobelia aberdarica R.E.Fr. & T.C.E.Fr. (en)  - ウガンダ・ケニア国境上に存在するエルゴン山やケニアの高地、標高1800-3300メートル地帯に生育する[5]。
- Lobelia bambuseti R.E.Fr. & T.C.E.Fr. ロベリア・バンブセティ（スウェーデン語版） - ケニアのケニア山やアバーデア山地（英語版）（英: Aberdares）の標高2700-3240メートル地帯に生育する[5]。
- Lobelia bequaertii De Wild. (sv) （シノニム: L. deckenii subsp. bequaertii (De Wild.) Mabb.）- ウガンダのルウェンゾリ山地に生育する[6]。
- Lobelia deckenii (Asch.) Hemsl. ロベリア・デケニー（英語版） - タンザニアのキリマンジャロに生育する[7]。
- Lobelia giberroa Hemsl. ロベリア・ギベロア（スウェーデン語版）[注 2] - 紅海からマラウイにかけての標高1500-3000メートル地帯で見られる[5]。ケニアのキクユ語では mũhehe と呼ばれる[9][10]

。
- Lobelia gregoriana Baker f. (sv)  (シノニム: L. deckenii subsp. keniensis Mabb.[11]、L. keniensis R.E.Fr. & T.C.E.Fr. (en) ) - ケニア山に生育する[12]。この草本が生育する環境は氷点下となることもあるが、数百枚の苞葉が積み重なって塔状となり、奥の子房を守る[13]。
- Lobelia lukwangulensis Engl. (sv) [注 3] - タンザニアのウルグル山地の標高1900-2450メートル地帯に生育する[5]。
- Lobelia mildbraedii Engl. (sv)  - ウガンダ、コンゴ民主共和国（旧ザイール）、タンザニア、マラウイ、ルワンダの標高2000-3000メートル地帯に生育する[5]。
- Lobelia morogoroensis E.B.Knox & Pócs (sv) [14]
- Lobelia rhynchopetalum Hemsl. (en) [15] - エチオピアのシミエン山地（英語版）（関連項目: シミエン国立公園）に生育しており、ジャイアントロベリアの中では最も高く生長する種で、茎は木の幹のようになるが、あくまでも草である[16]。
- Lobelia stricklandiae Gilliland (sv)  - 中央アフリカ南部の標高約1500メートル地帯に生育する[5]。
- Lobelia stuhlmannii Schweinf. ex Stuhlmann (sv) （シノニム: L. lanuriensis De Wild.[注 4]）- ウガンダ西部、コンゴ民主共和国、ルワンダの標高2900-3900メートル地帯に生育する[5]。
- Lobelia telekii Schweinf. ロベリア・テレキイ（英語版） - エルゴン山、ケニア山、アバーデア山地の標高2950-4550メートル地帯に生育する[5]。
- Lobelia wollastonii Baker f. (sv)  - ウガンダ・コンゴ民主共和国国境のルウェンゾリ山地やウガンダ・コンゴ民主共和国・ルワンダ国境のヴィルンガ山地、標高3350-4250メートル地帯に生育する[5]。
- Lobelia xongorolana E.Wimm. (sv) [注 5] - アンゴラの標高1500-1800メートル地帯に生育する[5]。

## 主な種
和名や学名カナ表記の横の注は、その呼称が見られる出典を表す。
- Lobelia aberdarica R.E.Fr. & T.C.E.Fr. (en)
- Lobelia anatina
- Lobelia anceps
- Lobelia angulata G.Forst.（シノニム: Pratia angulata (G.forst.) Hook.f.）ロベリア・アングラータ（スウェーデン語版）[17]
- Lobelia appendiculata
- Lobelia assurgens
- Lobelia berlandieri
- Lobelia boninensis Koidz. オオハマギキョウ（スウェーデン語版）[18]
- Lobelia boykinii
- Lobelia canbyi
- Lobelia cardinalis L. (シノニム: ロベリア・フルゲンス L. fulgens Humb. & Bonpl. ex Willd.、ロベリア・スプレンデンス L. splendens Humb. & Bonpl. ex Willd.[17]) ベニバナサワギキョウ（英語版）[17][18]
- Lobelia chinensis Lour. (syn. L. radicans Thunb.) ミゾカクシ[18]
- Lobelia comosa
- Lobelia coronopifolia
- Lobelia deckenii (Asch.) Hemsl. ロベリア・デケニー（英語版）[19]
- Lobelia dortmanna L. ロベリア・ドルトゥマンナ（英語版）[17]
- Lobelia erinus L. ルリミゾカクシ[18]
- Lobelia excelsa
- Lobelia flaccidifolia
- Lobelia flaccida
- Lobelia gaudichaudii
- Lobelia giberroa Hemsl. ロベリア・ギベロア（スウェーデン語版）[11]
- Lobelia gregoriana Baker f. (sv)  (シノニム: L. deckenii subsp. keniensis Mabb.、L. keniensis R.E.Fr. & T.C.E.Fr.)
- Lobelia inflata L. ロベリアソウ（英語版）[18]
- Lobelia kalmii
- Lobelia laxiflora Kunth ロベリア・ラキシフローラ（英語版）[17]
  - L. laxiflora subsp. angustifolia (A.DC.) Eakes & Lammers（シノニム: L. l. var. angustifolia A.DC.）亜種 アングスティフォリア[17]
- Lobelia leschenaultiana
- Lobelia loochooensis Koidz. マルバハタケムシロ[18]
- Lobelia monostachya
- Lobelia nicotianifolia
- Lobelia niihauensis
- Lobelia nummularia Lam. サクラダソウ（中国語版）[18]
- Lobelia oahuensis
- Lobelia paludosa Nutt. ロベリア・パルドーサ（スウェーデン語版）[17]
- Lobelia pedunculata R.Br. (シノニム: Pratia pedunculata (R.Br.) Benth.) ロベリア・ペドゥンクラータ（英語版）[17]
- Lobelia perpusilla Hook.f. (シノニム: Pratia perpusilla (Hook.f) Hook.f.) ロベリア・ペルプシッラ（スウェーデン語版）[17]
- Lobelia persicifolia
- Lobelia pinifolia
- Lobelia puberula
- Lobelia purpurascens R.Br. (sv)  (シノニム: L. ilicifolia Sims)
- Lobelia pyramidalis
- Lobelia rhombifolia
- Lobelia rhynchopetalum Hemsl. (en)
- Lobelia rosea
- Lobelia seguinii H.Lév. & Vaniot フジイギキョウ（中国語版）[18]
- Lobelia sessilifolia Lamb. サワギキョウ[18]
- Lobelia siphilitica L. ロベリア・シフィリティカ（英語版）、オオロベリアソウ[20]
- Lobelia × speciosa Sweet（シノニム: L. × gerardii Sauv. ロベリア・ゲラルディアイ）ロベリア・スペキオーサ（スウェーデン語版）[17]
- Lobelia spicata
- Lobelia telekii Schweinf. ロベリア・テレキイ（英語版）[21][22]
- Lobelia tenuior
- Lobelia thapsoidea
- Lobelia tupa L. ロベリア・トゥパ（英語版）[17]
- Lobelia urens
- Lobelia valida
- Lobelia zeylanica L. マルバミゾカクシ（中国語版）[18]

## ギャラリー
ジャイアントロベリア:

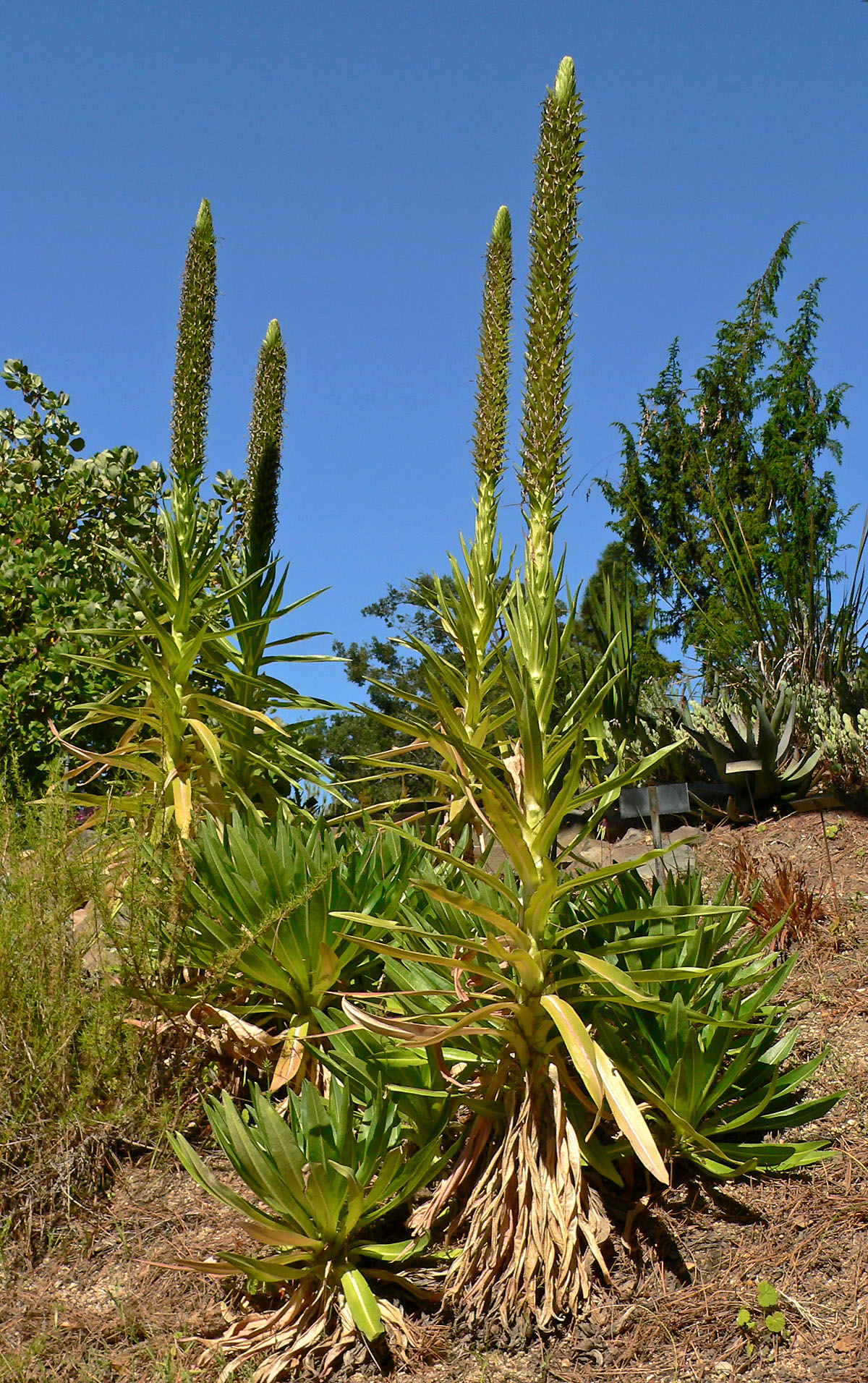
Lobelia aberdarica
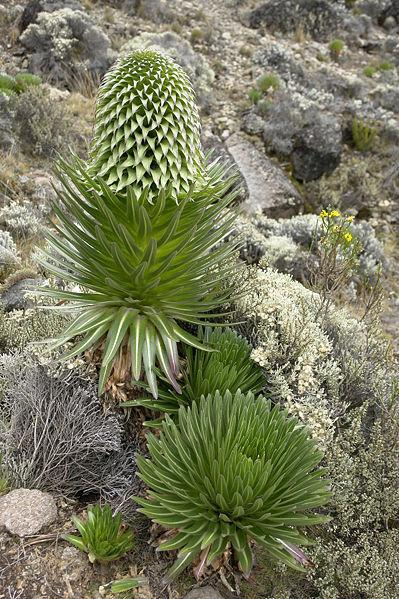
ロベリア・デケニー（L. deckenii）
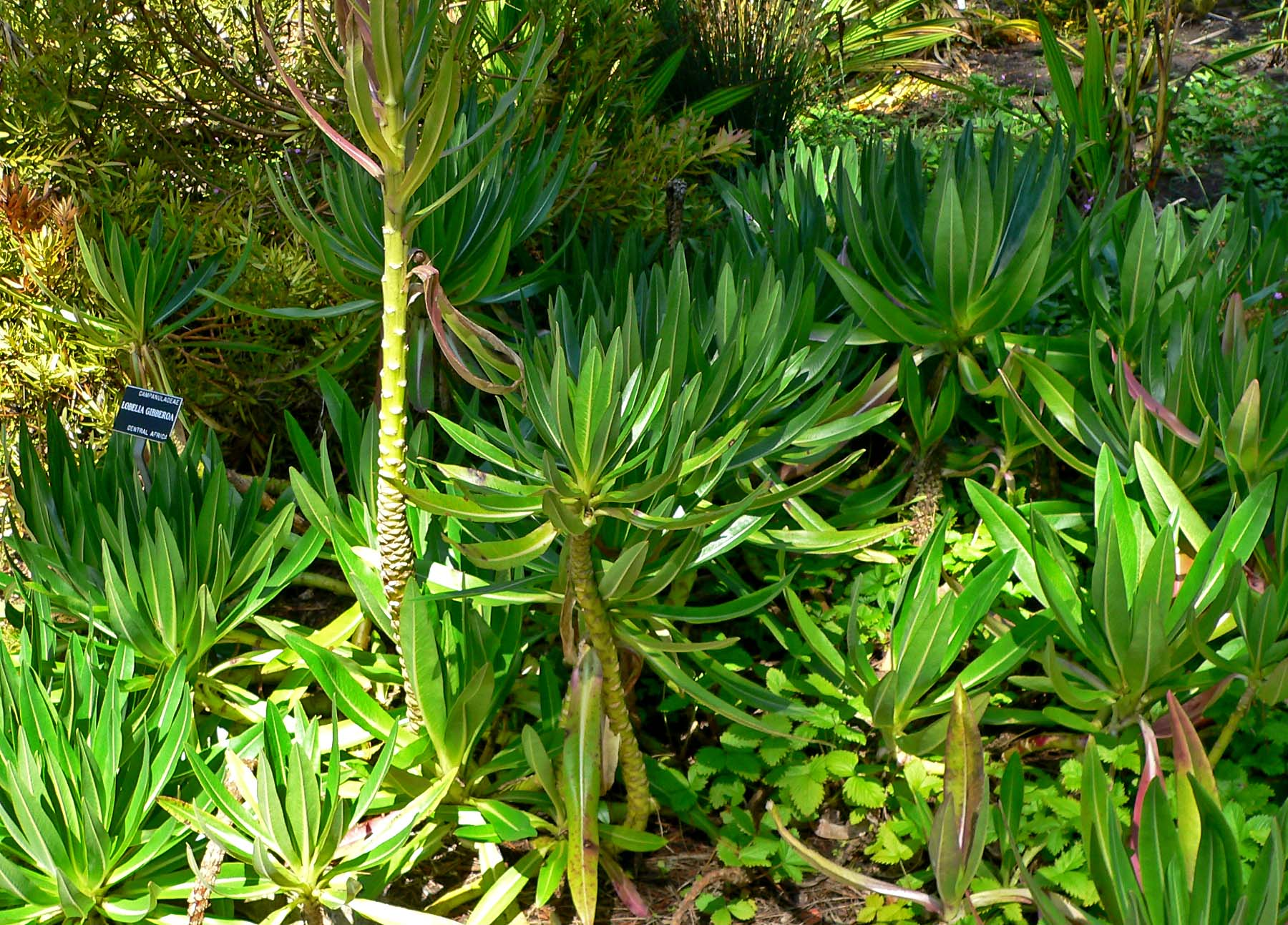
ロベリア・ギベロア（L. giberroa）
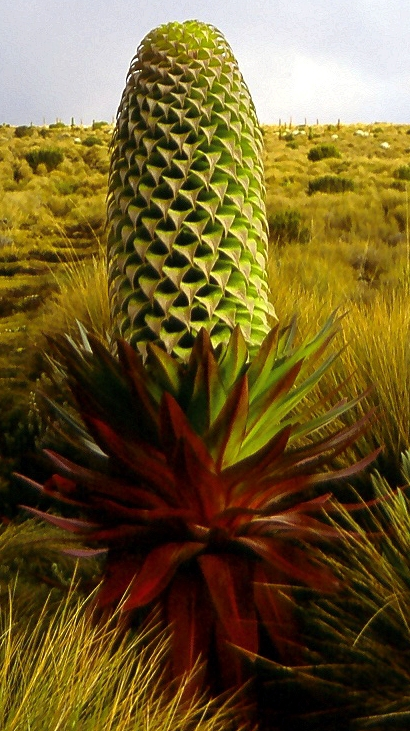
L. gregoriana
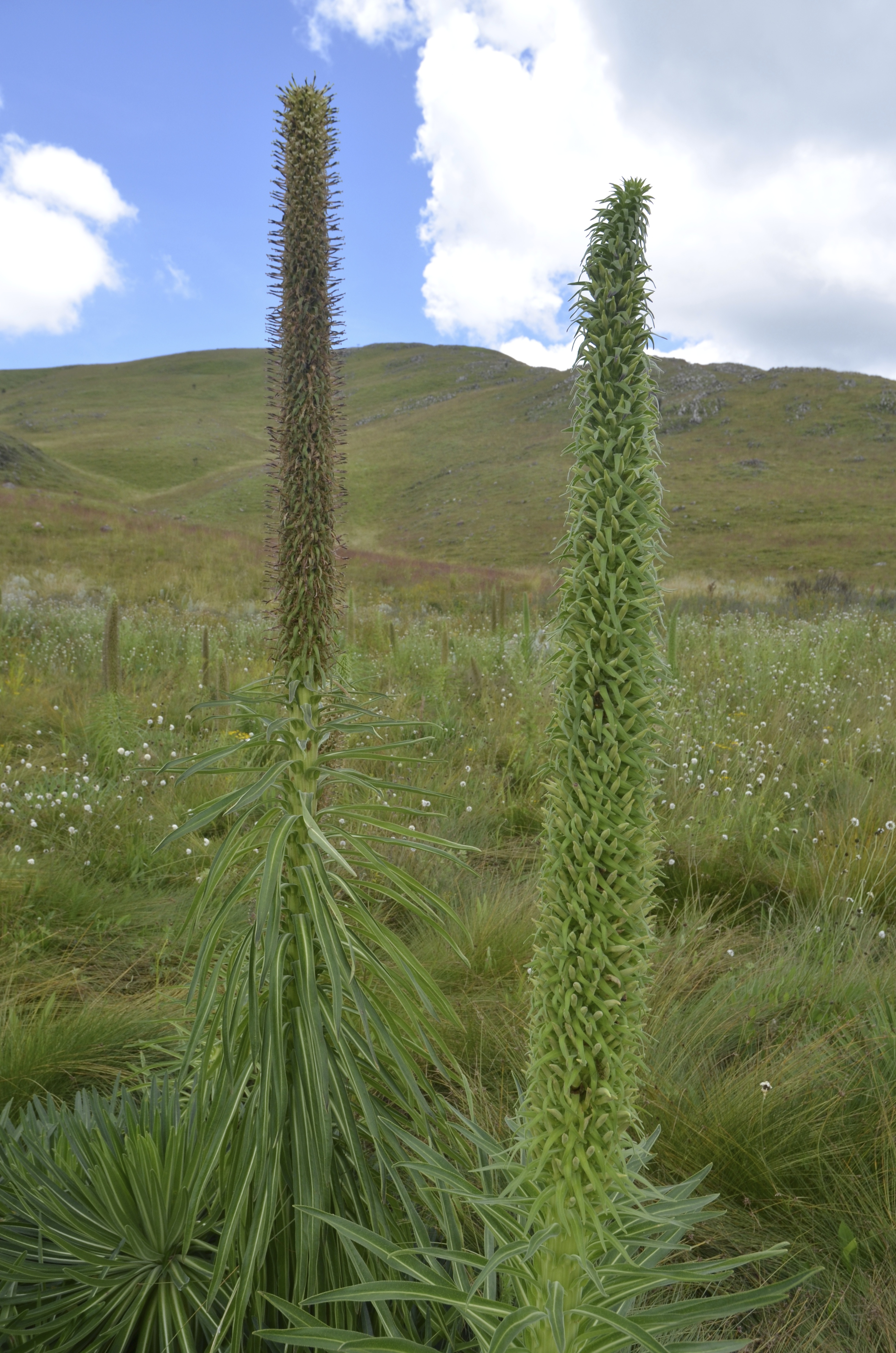
L. mildbraedii
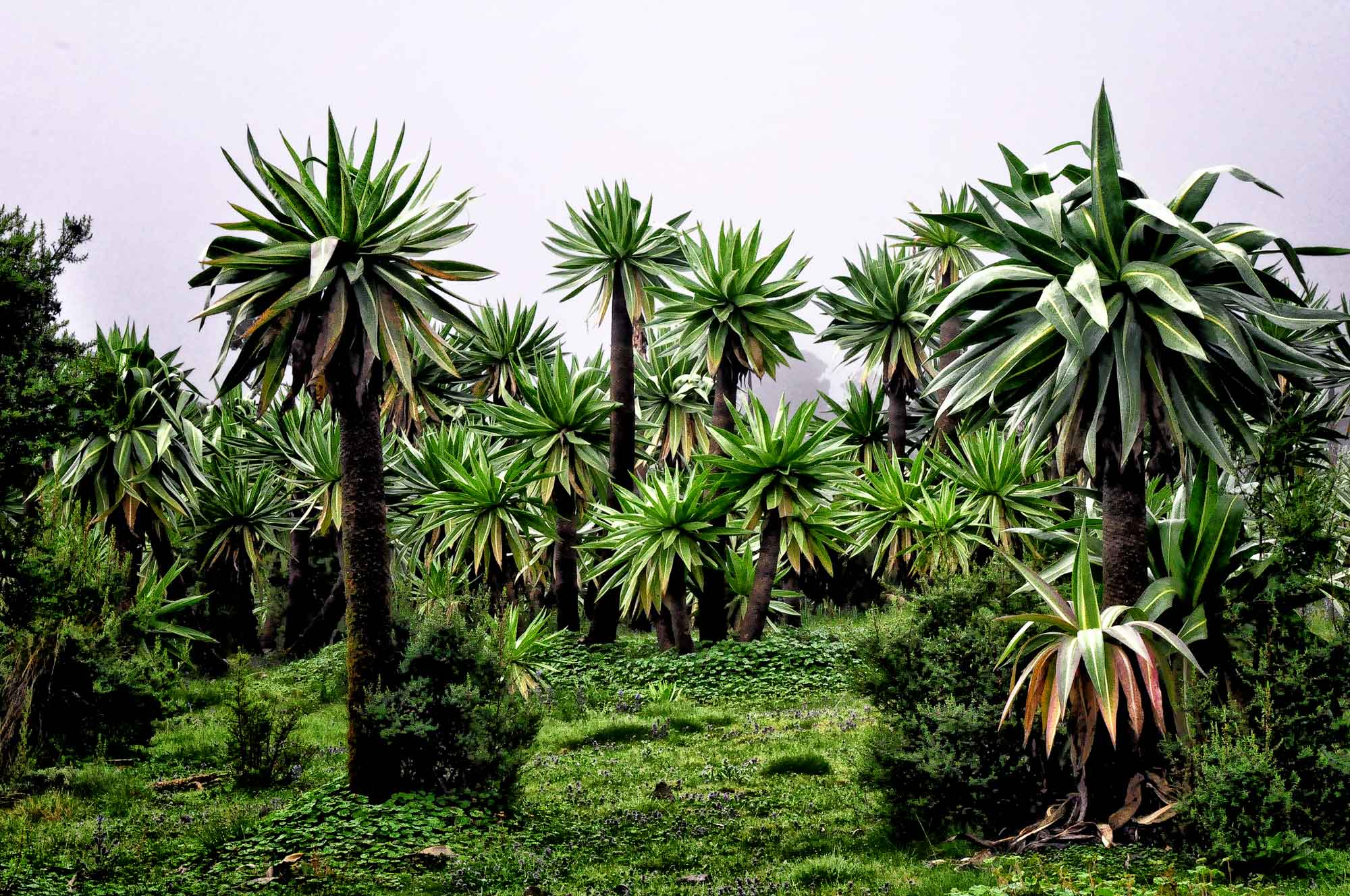
L. rhynchopetalum
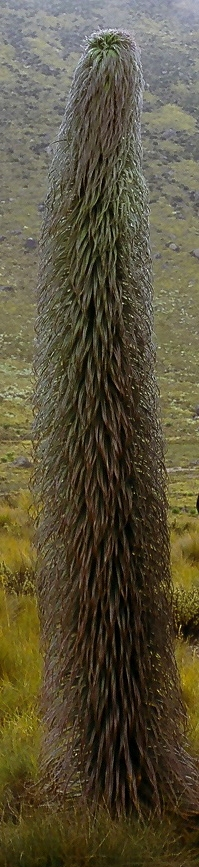
ロベリア・テレキイ（L. telekii）
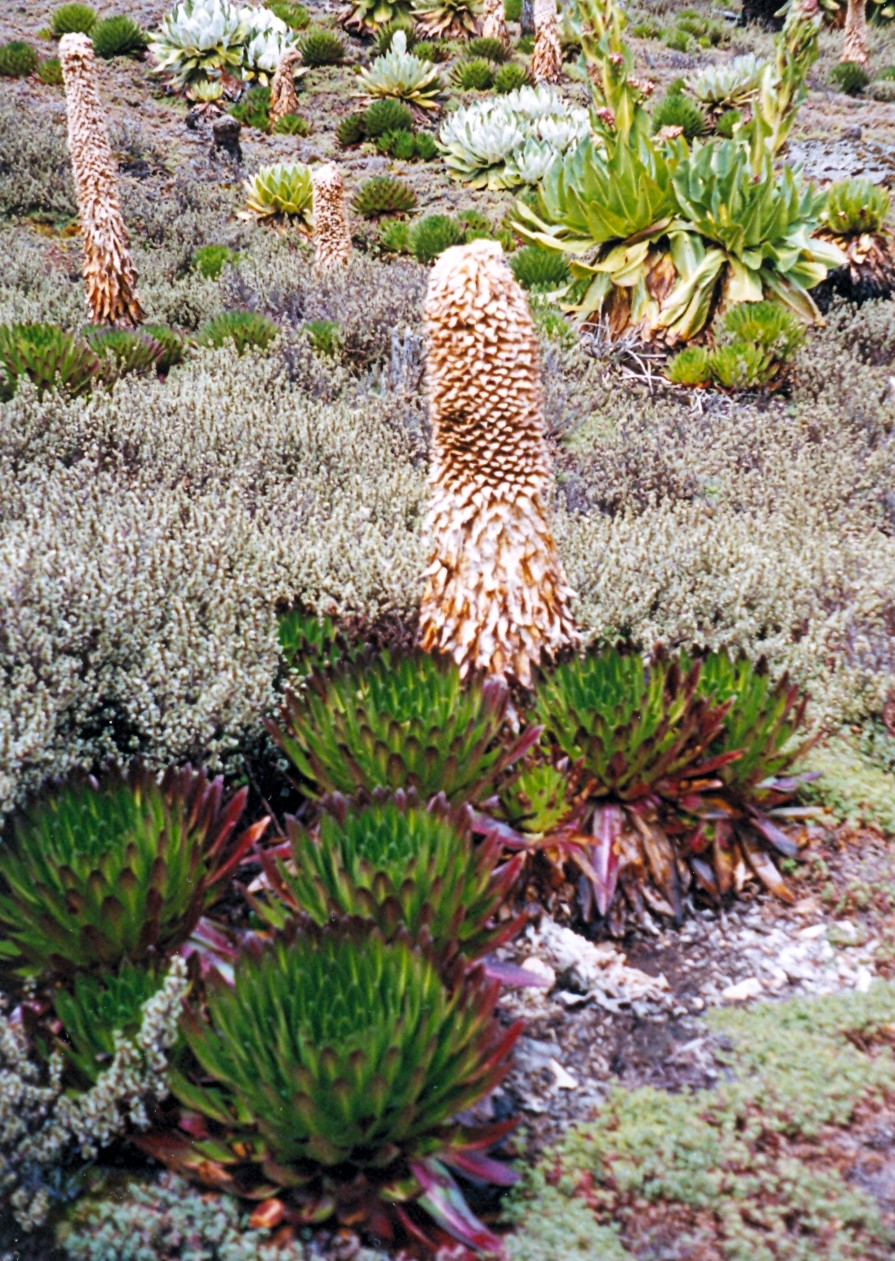
ケニア山にて

それ以外のもの:

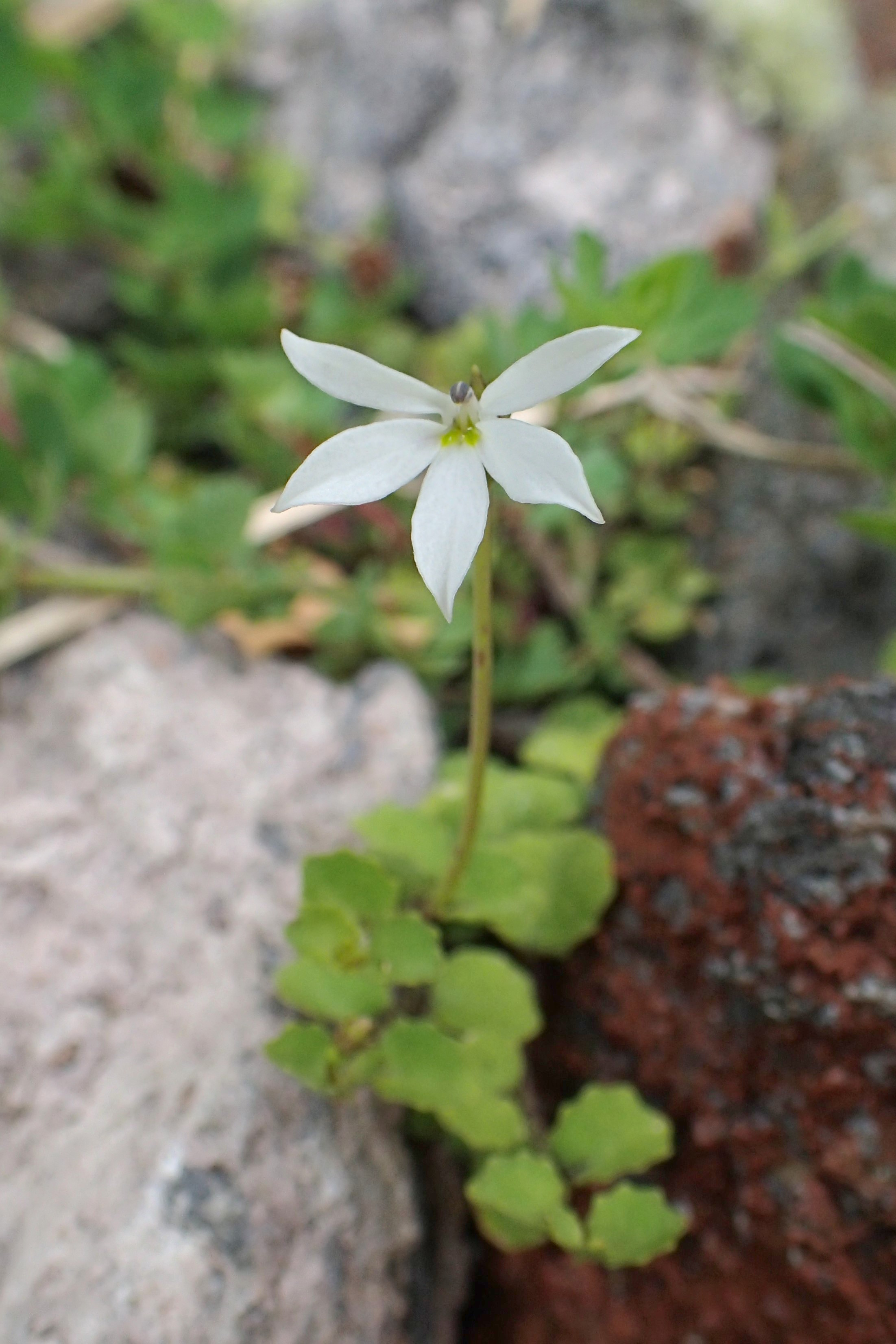
ロベリア・アングラータ（Lobelia angulata）
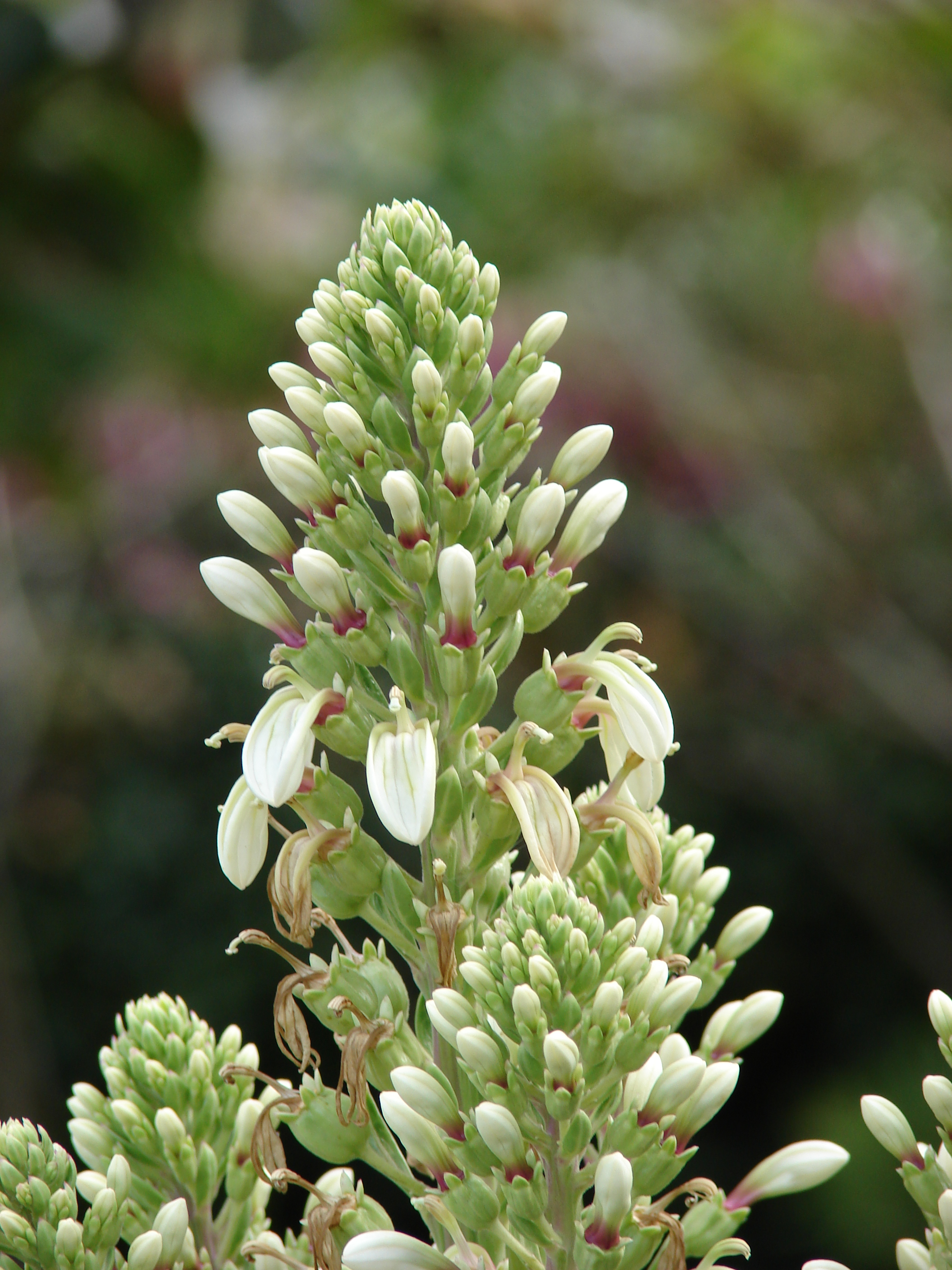
オオハマギキョウ（L. boninensis）
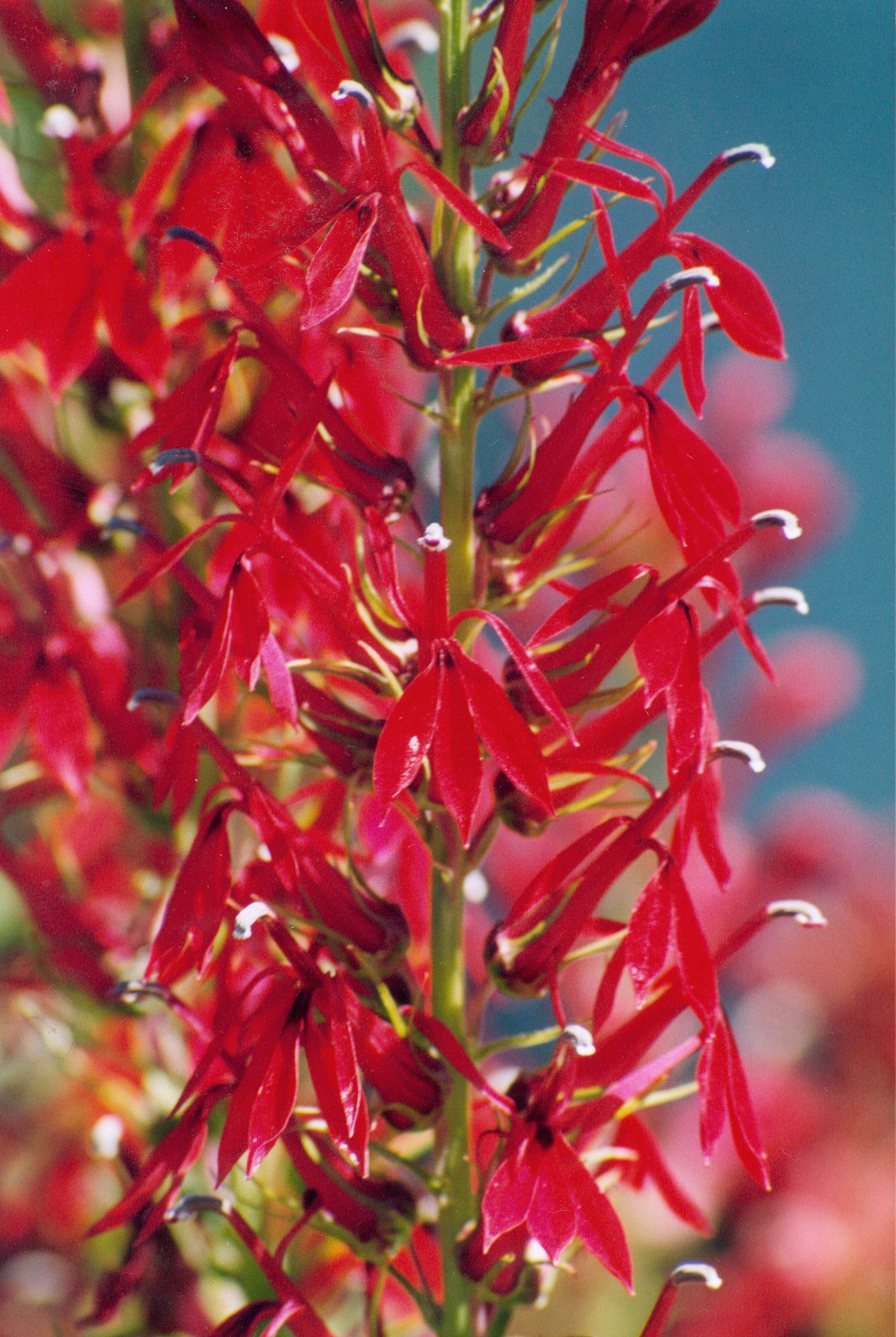
ベニバナサワギキョウ（L. cardinalis）
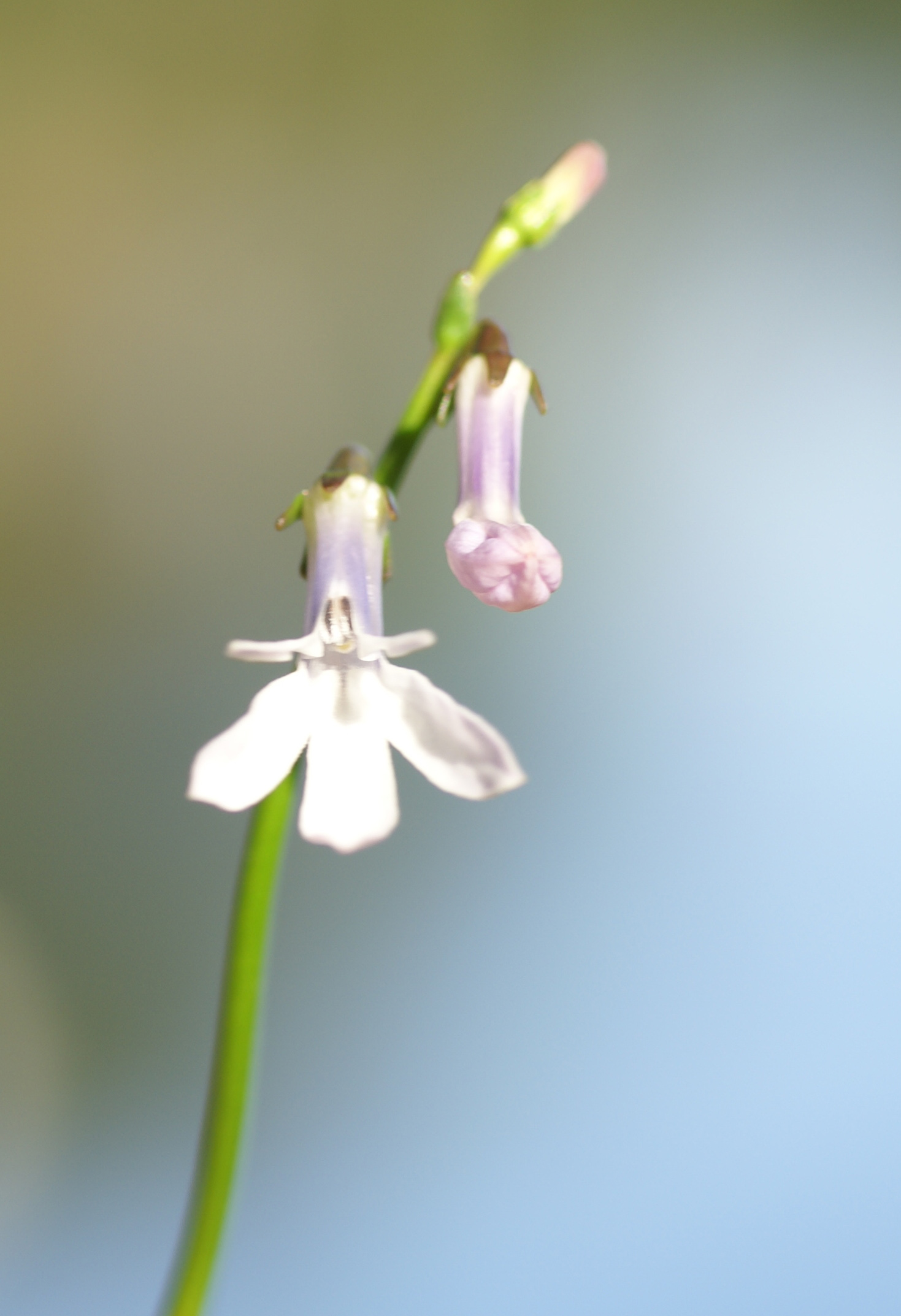
ロベリア・ドルトゥマンナ（L. dortmanna）
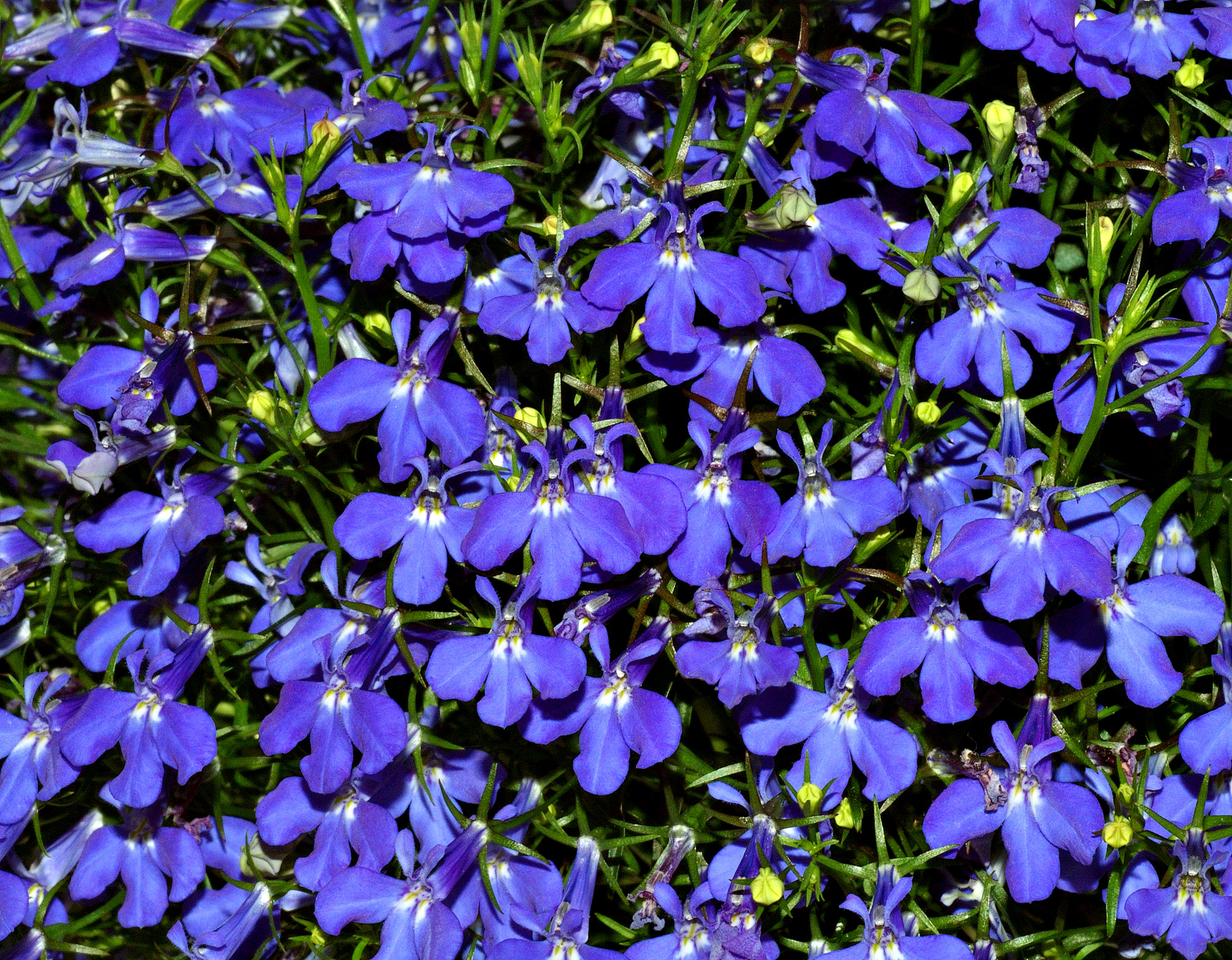
ルリミゾカクシ（L. erinus）
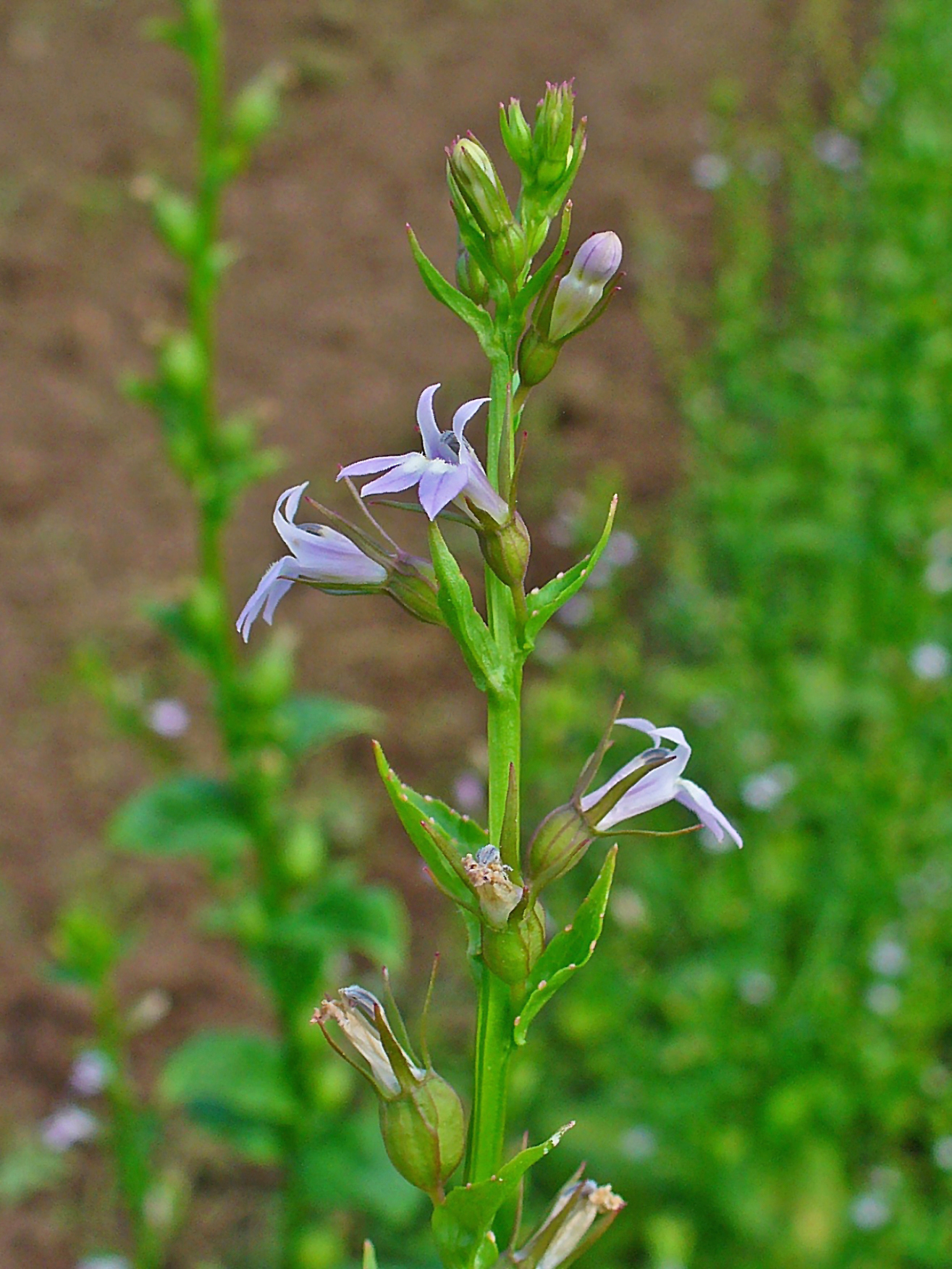
ロベリアソウ（L. inflata）
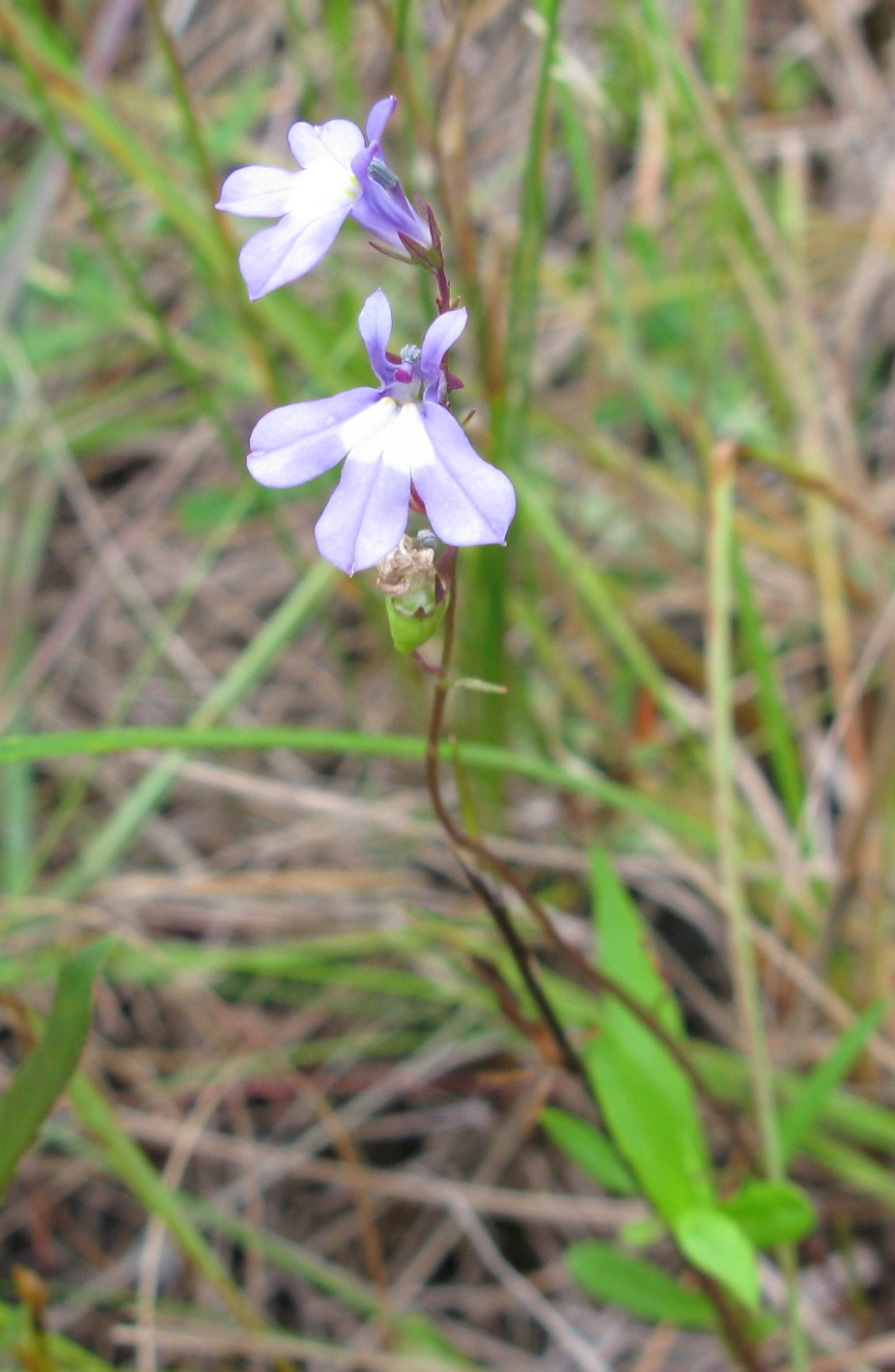
L. kalmii
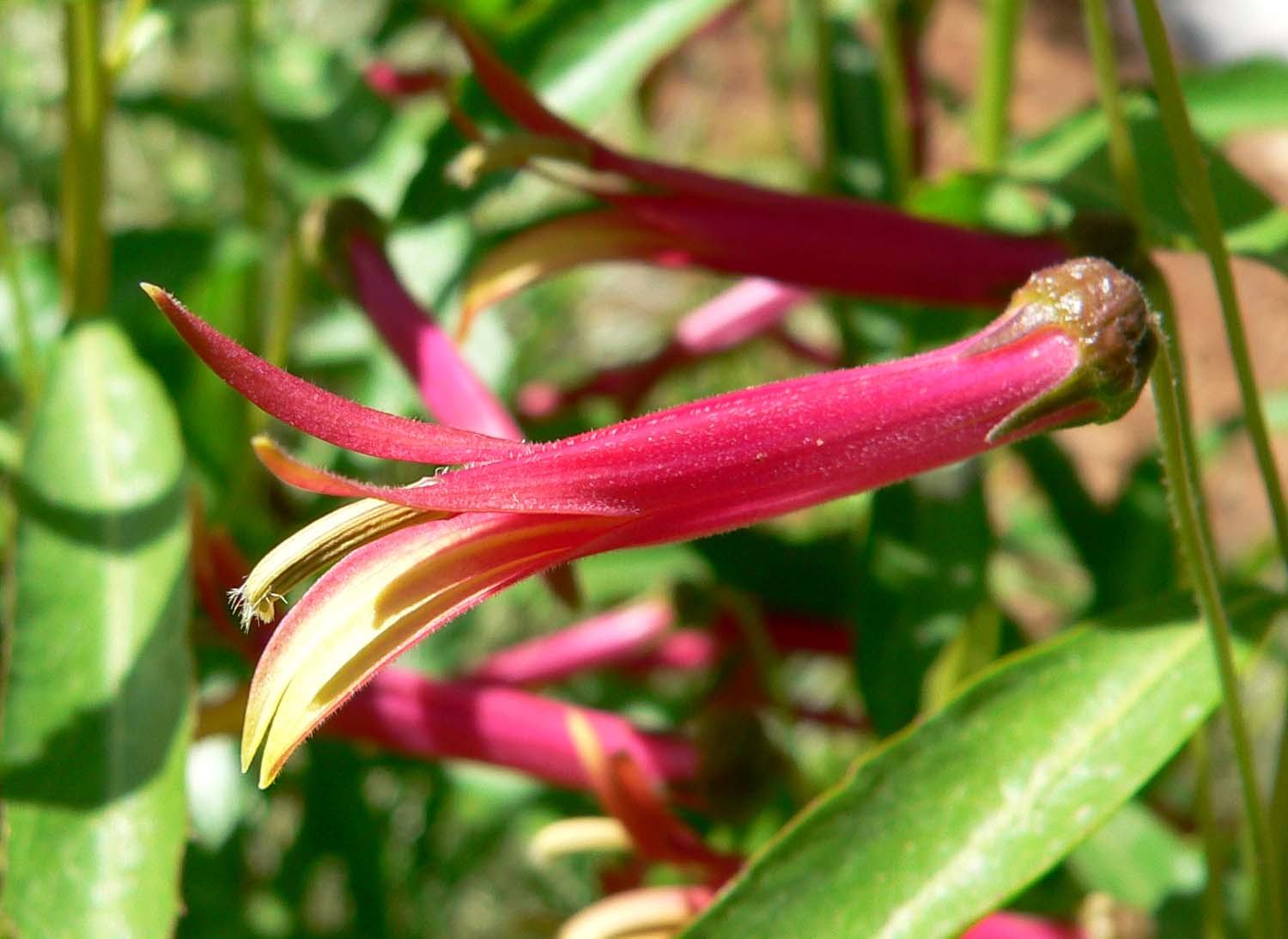
ロベリア・ラキシフローラ（L. laxiflora）
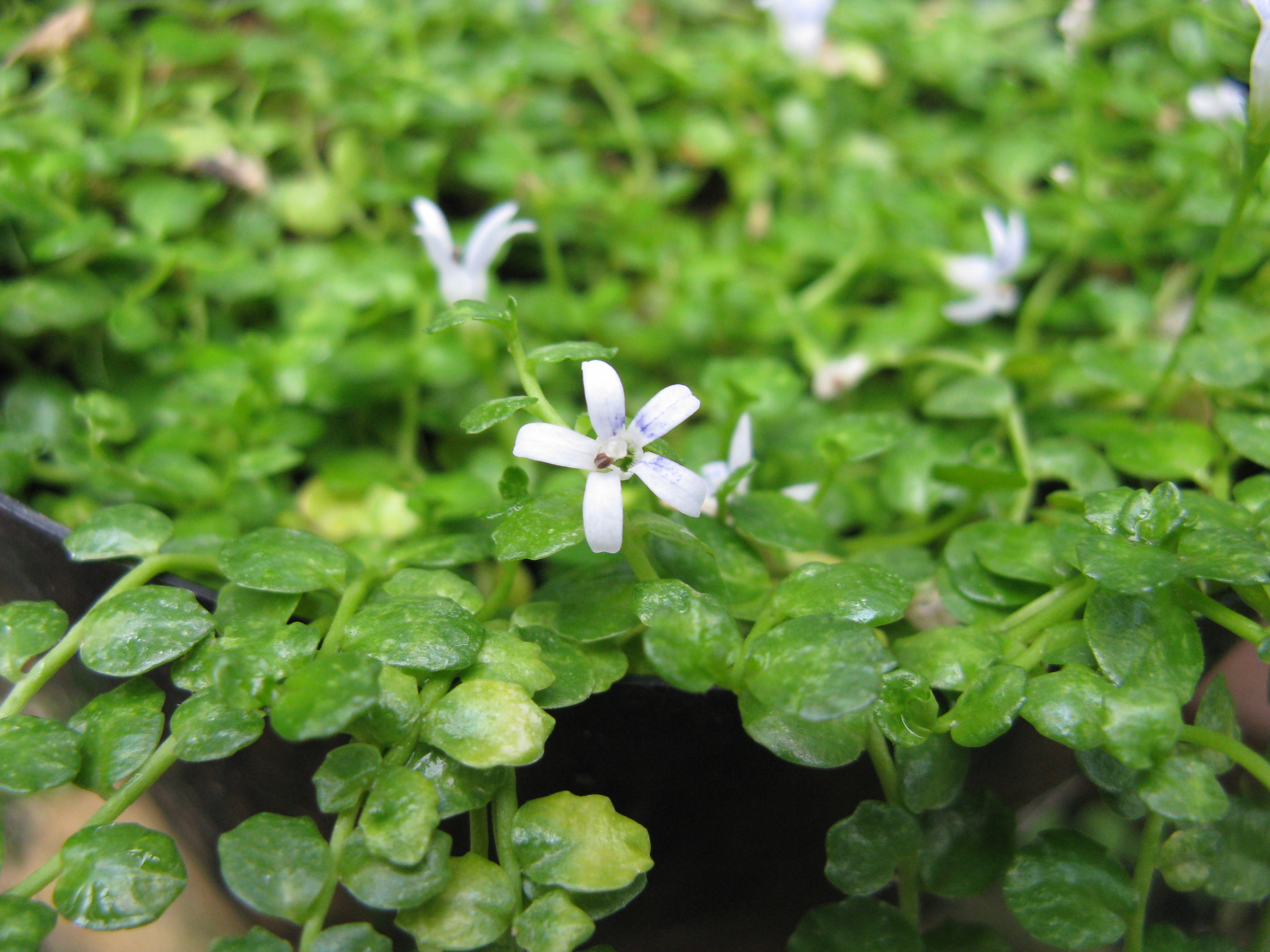
マルバハタケムシロ（L. loochooensis）
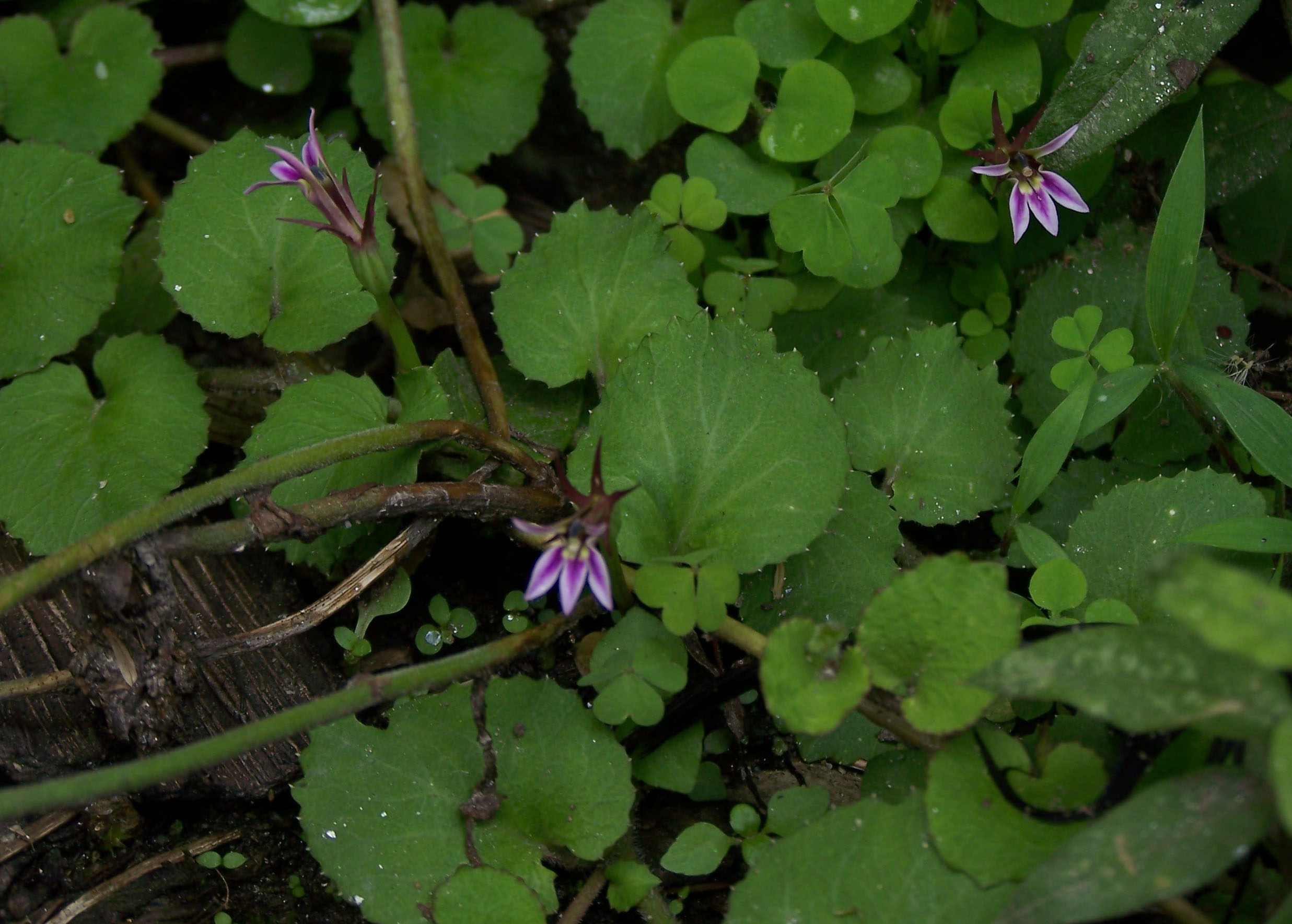
サクラダソウ（L. nummularia）
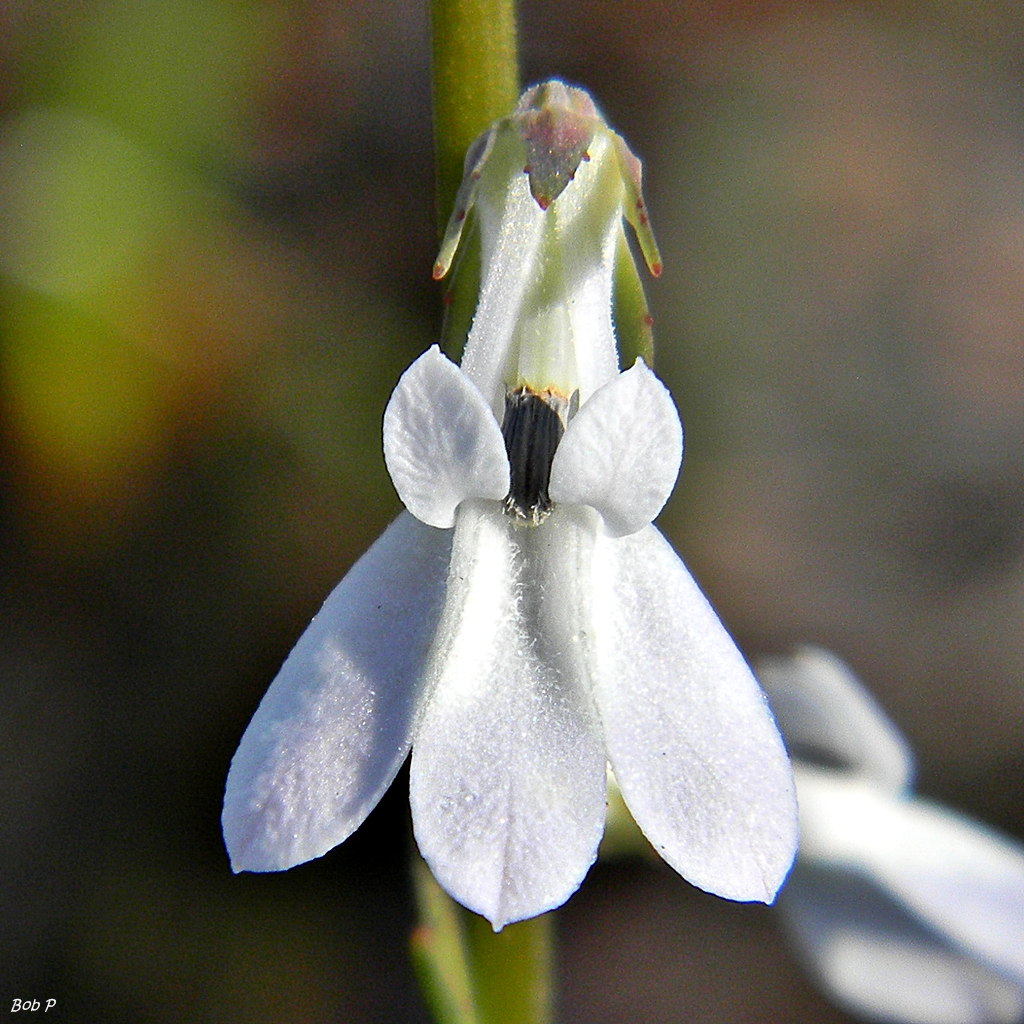
ロベリア・パルドーサ（L. paludosa）
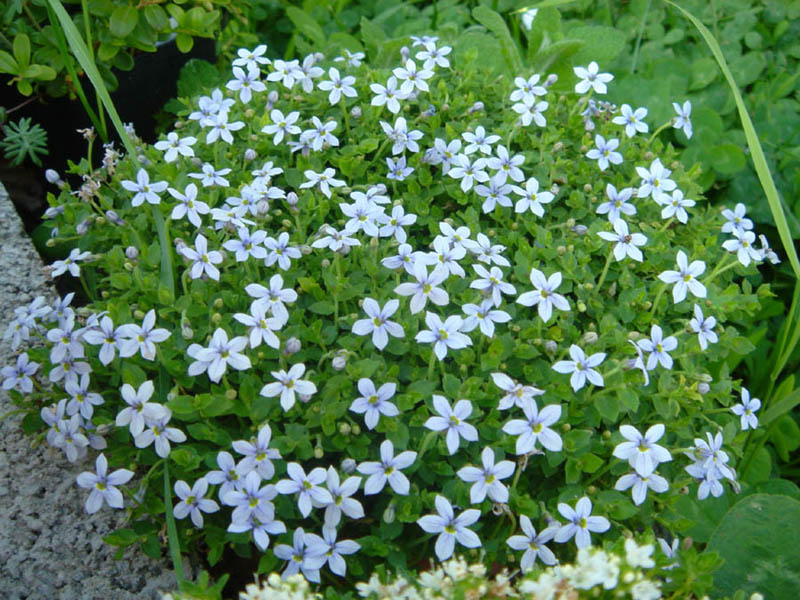
ロベリア・ペドゥンクラータ（L. pedunculata）
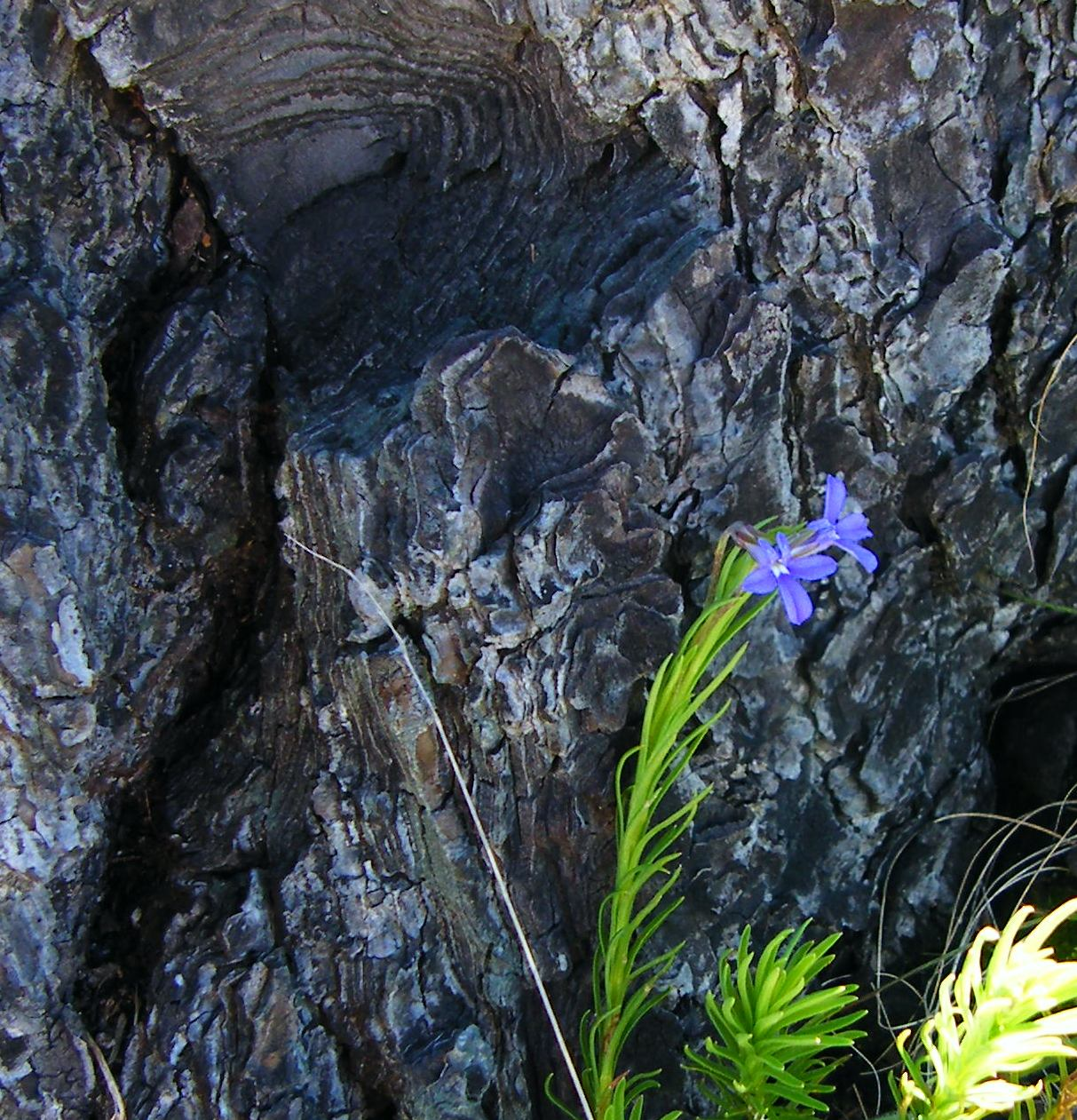
L. pinifolia
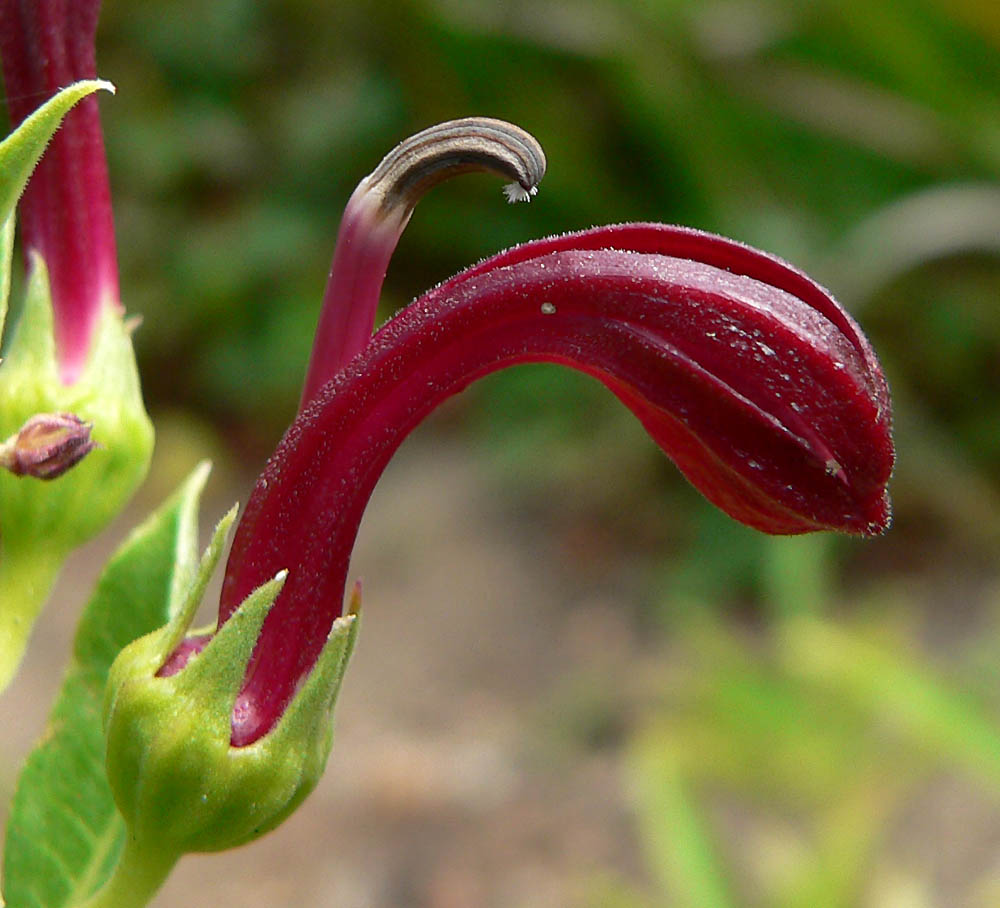
L. polyphylla
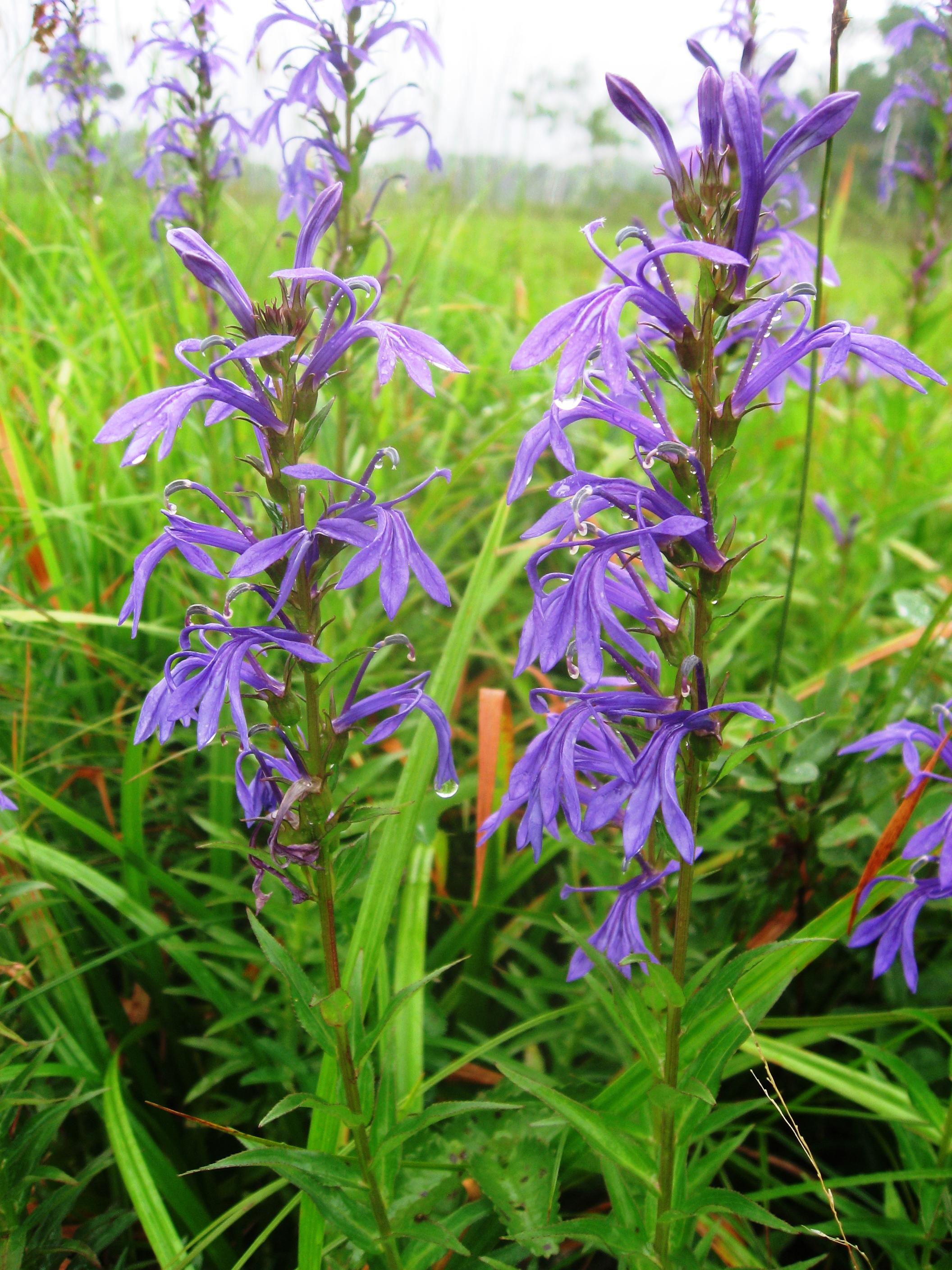
サワギキョウ（L. sessilifolia）
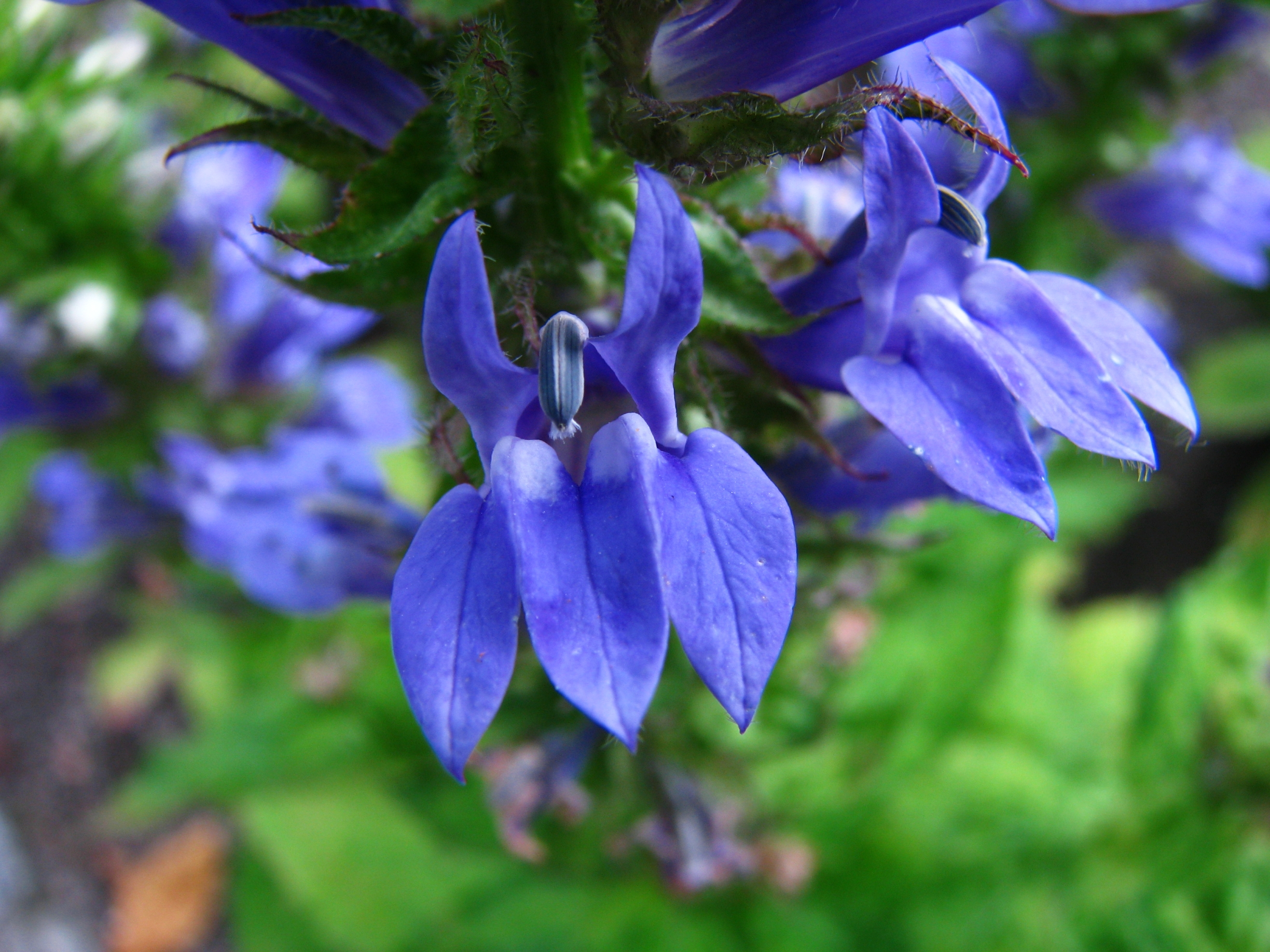
オオロベリアソウ（L. siphilitica）
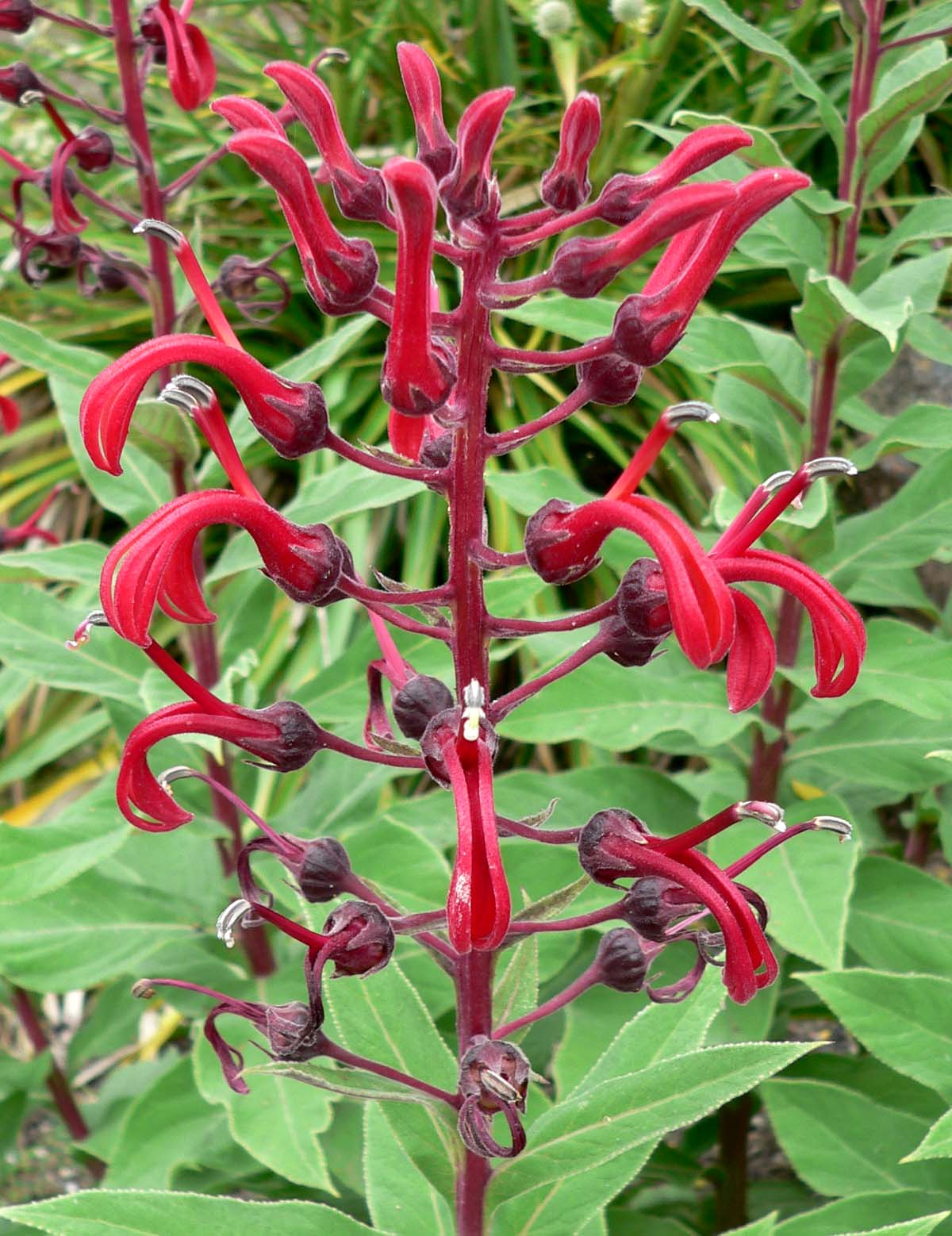
ロベリア・トゥパ（L. tupa）
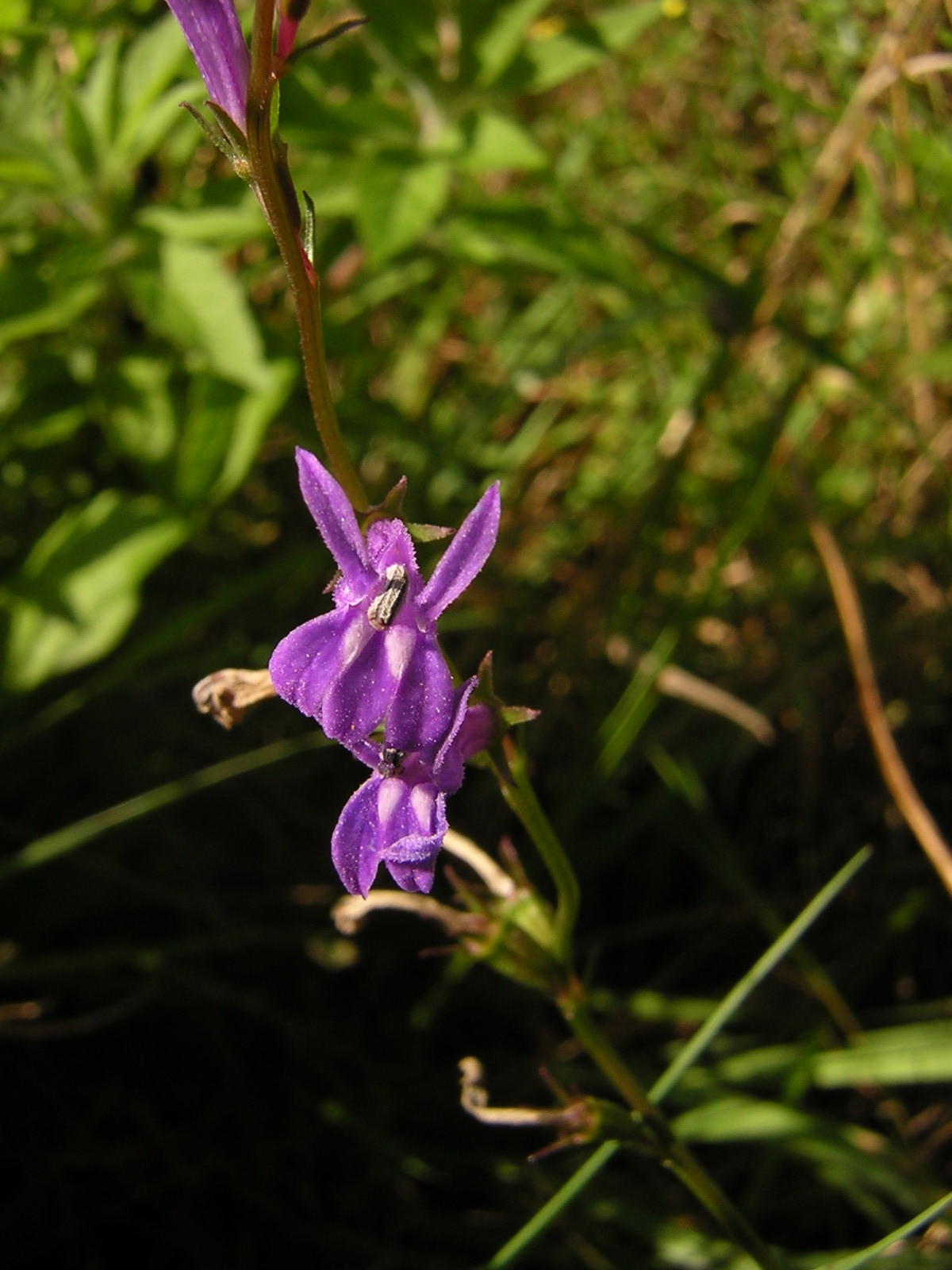
L. urens